# Radio Musicola
Radio Musicola ist das dritte Studioalbum des britischen Musikers Nik Kershaw.

## Inhalt
Bei dem Titel Radio Musicola handelt es sich um einen Neologismus, der eine Kritik an der Musikindustrie darstellen soll. Es soll eine Anlehnung an die Firma Coca-Cola sein, welche mit ihren Produkten einen großen Umsatz erzielt. Überträgt man dies auf große Plattenfirmen, erhält man Musicola, ein Wort zur Beschreibung der Massenproduktion im Musikgeschäft.

## Titelliste
| Nr.          | Titel                       | Länge |
| ------------ | --------------------------- | ----- |
| 1.           | Radio Musicola              | 5:52  |
| 2.           | Nobody Knows                | 4:18  |
| 3.           | L.A.B.A.T.Y.D.              | 4:11  |
| 4.           | What The Papers Say         | 3:29  |
| 5.           | Life Goes On                | 4:59  |
| 6.           | Running Scared              | 5:01  |
| 7.           | James Cagney                | 5:18  |
| 8.           | Don’t Let Me Out Of My Cage | 4:46  |
| 9.           | Violet To Blue              | 6:14  |
| Gesamtlänge: | Gesamtlänge:                | 43:58 |

Die CD und MC Version des Albums enthält zusätzlich den Titel When A Heart Beats und kommt somit auf eine Gesamtlänge von 48:16.

## Singleauskopplungen
- Nobody Knows
  - B-Seite – One Of Our Fruit Machines Is Missing (Instrumental)
- Radio Musicola
  - B-Seite – L.A.B.A.T.Y.D.
- James Cagney (Edit)
  - B-Seite – Radio Musicola

Bei James Cagney handelt es sich um eine rein deutsche Veröffentlichung. Die 7" Single enthält eine gekürzte Version, wohingegen die Maxi-Single die Albumversion enthält. 2022 wurde eine neue Version unter dem Titel James Cagney (Edited Version) veröffentlicht.
Für alle Singles außer James Cagney wurden Musikvideos gedreht.

## Rezeption

### Rezensionen
Kershaw erklärt sich diesen Rückgang durch die zeitlichen Abstände seiner bisherigen Alben:

‘I didn’t keep their attention – two albums in nine months was a stupid idea because the next one took two and a half years and a lot of people lost interest and went elsewhere.’

„Ich habe ihre Aufmerksamkeit nicht behalten – zwei Alben in neun Monaten war eine dumme idee, weil das nächste Album zweieinhalb Jahre gebraucht hat und viele Leute das Interesse verloren haben und weitergezogen sind.“

Die Zeitschrift New Musical Express betitelte ihre Rezension mit der Überschrift „When The Little Girls Have All Grown Up…“ - „Wenn die kleinen Mädchen alle erwachsen sind...“, da Kershaw zu Beginn seiner Karriere eine sehr junge Zielgruppe ansprach. Mit Veröffentlichung des dritten Albums wurde seine Zielgruppe zwar größer, die Jugendlichen gehören aber weniger zu den Käufern.

### Charts und Chartplatzierungen
| ChartsChartplatzierungen     | Höchstplatzierung | Wochen |
| ---------------------------- | ----------------- | ------ |
| Vereinigtes Königreich (OCC) | 47 (3 Wo.)        | 3      |

### Auszeichnungen für Musikverkäufe
| Land/Region                  | Auszeichnungen für Musikverkäufe (Land/Region, Auszeichnung, Verkäufe) | Verkäufe |
| ---------------------------- | ---------------------------------------------------------------------- | -------- |
| Vereinigtes Königreich (BPI) | Silber                                                                 | 60.000   |
| Insgesamt                    | 1× Silber ·                                                            | 60.000   |